# Острова Табар
Острова Табар (англ. Tabar Islands) — архипелаг в юго-западной части Тихого океана, принадлежащий Папуа — Новой Гвинее. Является частью островной дуги, протянувшейся от вдоль 600 км побережья острова Новая Ирландия. Административно относятся к провинции Новая Ирландия региона Айлендс.

## География
Архипелаг Табар лежит в 24 км севернее центральной части восточного побережья острова Новая Ирландия и в 51 км на северо-восток от островов Лихир. Острова являются частью дуги Табар — Лихир — Танга — Фени. Группа состоит из трёх главных островов: Табар (на юге), Татау (в центре) и Симбери (на севере); небольшого Мабуа и совсем маленького Маруиу. Общая площадь суши островов составляет около 230 км².
Остров Табар вытянут по линии север — юг на 20 км при ширине в южной части 9 км, а в центральной — около 2 км. Размеры острова Татау — 16 на 11 км при максимальной высоте 402 м, острова Симбери — 8 на 7 км, при максимальной высоте 299 м. Острова Табар и Татау разделены узким проливом Сарауаре, шириной менее 500 м. Группа имеет вулканическое происхождение. Остров Табар образован двумя слившимися плейстоценовыми вулканами с возрастом пород около 1 млн лет. Максимальная высота группы — вершина Беирари в южной части острова Табар, высотой 621 м.

## История
Европейским первооткрывателями островов стали голландцы Якоб Лемер и Виллем Схаутен, проплывавшие мимо них в 1616 году. В 1643 году Абель Тасман заново открыл острова. В 1885 году Табар стали частью германских колоний в Океании, а с 1899 года они были административно подчинены Германской Новой Гвинее. 
В 1904 году спасшийся на острове Табар после кораблекрушения шведский моряк Карл Петтерсон женился на дочери местного правителя Лами, по имени Сингдо. После смерти тестя он стал вождём племени. Считается, что Петтерсон был  прообразом Эфраима Длинныйчулок, отца Пеппи в детском сериале Астрид Линдгрен «Пеппи Длинныйчулок».
В 1914 году архипелаг был занят австралийскими войсками, а после окончания Первой мировой войны они были переданы под управление Австралии. С 1975 года острова Табар является частью независимого государства Папуа — Новая Гвинея.

## Население
По переписи 2000 года население островов составляет 3920 человек. Административно острова относятся к правительству местного уровня Сентрал Ниу Аилан Рурал (англ. Sentral Niu Ailan Rural). Для островов характерна культура церемоний с применением деревянных масок Малаган (англ. Malagan).

## Экономика
На острове Симбери имеются месторождения золота. В 2008 году на местном руднике было добыто 150 000 унций золота. К 2010 год планируется увеличить добычу на 75 000 — 80 000 унций. Ведутся геолого-разведочные работы на островах Табар и Татау.